# Siser
Siser is een bestuurslaag in het regentschap Lamongan van de provincie Oost-Java, Indonesië. Siser telt 843 inwoners (volkstelling 2010).